# Montolieu
 Montolieu  (en occitano Montoliu) es una población y comuna francesa, en la región de Languedoc-Rosellón, departamento de Aude, en el distrito de Carcasona y cantón de Alzonne.
Está integrada en la Communauté de communes du Cabardès - Canal du Midi. En 1939, se abrió un campo de internamiento para refugiados españoles que huían de España después de la Guerra civil española tras la victoria franquista.
Montolieu es desde 1990, conocida como la Ville du Livre (el Pueblo del Libro), gracias a sus 15 librerías de viejo, novedades y de ocasión y el Musée des Arts et Métiers du Livre.

## Demografía
| 1410 | 1421 | 1457 | 1644 | 1650 | 1758 | 1529 | 1575 | 1481 | 1402 | 1508 | 1528 | 1468 | 1414 | 1411 | 1407 | 1458 | 1480 | 1465 | 1260 | 1070 | 1032 | 1064 | 1035 | 1016 | 986 | 899 | 896 | 837 | 852 | 807 | 786 |
| Para los censos de 1962 a 1999 la población legal corresponde a la población sin duplicidades (Fuente: INSEE [Consultar]) |      |      |      |      |      |      |      |      |      |      |      |      |      |      |      |      |      |      |      |      |      |      |      |      |     |     |     |     |     |     |     |